# Bomdepalli, Sedam
Bomdepalli là một làng thuộc tehsil Sedam, huyện Gulbarga, bang Karnataka, Ấn Độ.